# Acarodynerus quadrangolum
Acarodynerus quadrangolum är en stekelart som beskrevs av Giordani Soika 1977. Acarodynerus quadrangolum ingår i släktet Acarodynerus och familjen Eumenidae. Inga underarter finns listade i Catalogue of Life.